# Martin Budna
Martin Budna, slovenski častnik JLA, * 1941, Velenje.
Budna je bil s činom majorja v JLA pomočnik komandanta 11. samostojne partizanske brigade v Slovenski Bistrici, po vojni za Slovenijo pa častnik v Slovenski vojski.